# Superfish
Superfish es una empresa de publicidad dedicada a la creación de productos de software financiados por anuncios y basados en un motor de búsqueda visual. Situada en Palo Alto, California, EE. UU., la empresa fue fundada en Israel en 2006. El software producido por Superfish se ha catalogado como malware o adware.